# ماري أفغيروبولوس
ماري أفغيروبولوس (باليونانية: Μαρία Αυγερόπουλος); مواليد في 17 يونيو 1986) ممثلة وعارضة أزياء كندية مع أصل يوناني، اشتهرت بدور «اوكتافيا بليك» في مسلسل الخيال العلمي على شبكة تلفزيونية ذا سي دبليو الأمريكية المئة (2014).

## نشأتها
ولدت ماري في 17 يونيو 1986 في ثاندر باي، أونتاريو لأبوين يونانيين. بدأت عزف على الطبول عندما كانت في سن السادسة عشرة. وبعد دراسة صحافة لمدة عامين في بلدتها، انتقل ماري إلى أوروبا. بعد عدة أشهر، عادت إلى كندا واستقرت في فانكوفر.

## روابط خارجية
- ماري أفغيروبولوس على موقع IMDb (الإنجليزية)
- ماري أفغيروبولوس على موقع ألو سيني (الفرنسية)
- ماري أفغيروبولوس على موقع أول موفي (الإنجليزية)
- ماري أفغيروبولوس على موقع قاعدة بيانات الأفلام السويدية (السويدية)
- ماري أفغيروبولوس على موقع قاعدة بيانات الفيلم (الإنجليزية)
- ماري أفغيروبولوس على موقع كينوبويسك (الروسية)